# 希科里 (密西西比州)
希科里（英語：Hickory）是位於美國密西西比州牛頓縣的城鎮。

## 人口
根據2020年美國人口普查的數據，希科里的面積為2.42平方千米，皆為陸地。當地共有人口408人，而人口密度為每平方千米169人。